# Порт-Александер (Аляска)
Порт-Александер (англ. Port Alexander) — місто (англ. city) в США, в окрузі Принс-оф-Вейлс-Гайдер штату Аляска. Населення — 78 осіб (2020).

## Географія
Порт-Александер розташований за координатами 56°14′7″ пн. ш. 134°39′13″ зх. д. / 56.23528° пн. ш. 134.65361° зх. д. (56.235218, -134.653498).  За даними Бюро перепису населення США в 2010 році місто мало площу 38,88 км², з яких 8,99 км² — суходіл та 29,89 км² — водойми.

### Клімат
| Клімат : Порт-Александер                                                 | Клімат : Порт-Александер | Клімат : Порт-Александер | Клімат : Порт-Александер | Клімат : Порт-Александер | Клімат : Порт-Александер | Клімат : Порт-Александер | Клімат : Порт-Александер | Клімат : Порт-Александер | Клімат : Порт-Александер | Клімат : Порт-Александер | Клімат : Порт-Александер | Клімат : Порт-Александер | Клімат : Порт-Александер |
| Показник                                                                 | Січ.                     | Лют.                     | Бер.                     | Квіт.                    | Трав.                    | Черв.                    | Лип.                     | Серп.                    | Вер.                     | Жовт.                    | Лист.                    | Груд.                    | Рік                      |
| Абсолютний максимум, °C                                                  | 16,1                     | 17,2                     | 16,7                     | 27,8                     | 31,1                     | 31,7                     | 31,7                     | 32,2                     | 27,8                     | 21,7                     | 19,4                     | 16,7                     | 32,2                     |
| Середній максимум, °C                                                    | 3,3                      | 5,0                      | 6,7                      | 9,4                      | 13,3                     | 16,1                     | 17,8                     | 17,8                     | 15,6                     | 11,1                     | 6,7                      | 4,4                      | 10,6                     |
| Середня температура, °C                                                  | 1,1                      | 2,8                      | 3,9                      | 6,1                      | 9,4                      | 12,2                     | 14,4                     | 15,0                     | 12,2                     | 8,3                      | 4,4                      | 2,2                      | 7,7                      |
| Середній мінімум, °C                                                     | −1,7                     | 0,0                      | 0,6                      | 2,8                      | 5,6                      | 8,9                      | 11,1                     | 11,1                     | 8,9                      | 5,6                      | 1,7                      | −0,6                     | 4,5                      |
| Абсолютний мінімум, °C                                                   | −17,2                    | −16,7                    | −17,2                    | −6,1                     | −0,6                     | 2,8                      | 4,4                      | 4,4                      | 0,6                      | −7,8                     | −19,4                    | −17,2                    | −19,4                    |
| Норма опадів, мм                                                         | 257                      | 229                      | 221                      | 216                      | 165                      | 127                      | 119                      | 175                      | 251                      | 419                      | 328                      | 307                      | 2814                     |
| ------------------------------------------------------------------------ | ------------------------ | ------------------------ | ------------------------ | ------------------------ | ------------------------ | ------------------------ | ------------------------ | ------------------------ | ------------------------ | ------------------------ | ------------------------ | ------------------------ | ------------------------ |
| Джерело: http://www.myforecast.com/bin/climate.m?city=10706&metric=false |                          |                          |                          |                          |                          |                          |                          |                          |                          |                          |                          |                          |                          |

## Демографія
Згідно з переписом 2010 року, у місті мешкали 52 особи в 22 домогосподарствах у складі 14 родин. Густота населення становила 1 особа/км².  Було 64 помешкання (2/км²).
Расовий склад населення:
| - 90,4 % — білих - 3,8 % — корінних американців - 3,8 % — азіатів |

До двох чи більше рас належало 1,9 %. Частка іспаномовних становила 1,9 % від усіх жителів.
За віковим діапазоном населення розподілялося таким чином: 26,9 % — особи молодші 18 років, 65,4 % — особи у віці 18—64 років, 7,7 % — особи у віці 65 років та старші. Медіана віку мешканця становила 35,0 року. На 100 осіб жіночої статі у місті припадало 126,1 чоловіків;  на 100 жінок у віці від 18 років та старших — 111,1 чоловіків також старших 18 років.
Середній дохід на одне домашнє господарство  становив 75 182 долари США (медіана — 82 813), а середній дохід на одну сім'ю — 75 182 долари (медіана — 82 813). 
Цивільне працевлаштоване населення становило 23 особи. Основні галузі зайнятості: мистецтво, розваги та відпочинок — 43,5 %, освіта, охорона здоров'я та соціальна допомога — 34,8 %, публічна адміністрація — 13,0 %, транспорт — 4,3 %.